# 월페이퍼 엔진
월페이퍼 엔진(Wallpaper Engine)은 마이크로소프트 윈도우용 응용 소프트웨어의 하나로, 사용자들이 지금은 파산한 윈도우 드림씬과 비슷하게 애니메이션화된 상호작용적 배경 화면을 사용하고 만들 수 있게 해준다. 배경 화면은 스팁 워크숍을 통해 사용자가 만든 다운로드 가능 콘텐츠로서 공유된다. 자체 렌더링 엔진을 사용하며, 입자 시스템 편집기, 그리고 추가 배경 화면 로직을 위한 씬스크립트(SceneScript)라는 이름의 자바스크립트 포크를 포함한 배경 화면 편집기를 제공하므로  2차원 및 3차원 배경 화면을 만들 수 있다. 또, 비디오 파일, 오디오 파일, 웹 페이지, 일부 3D 애플리케이션을 배경 화면으로 사용하는 것을 지원한다.

## 역사
소프트웨어의 일반적 아이디어의 윤곽이 2015년 12월 스팀 그린라이트에 추가되었다. 궁극적으로 이 애플리케이션은 2016년 10월 조기 접근 타이틀로서 유료 제품으로 출시되었다. 3년 간의 개발 이후 이 소프트웨어는 2018년 11월 조기 접근 스테이지를 그대로 남겨두었다. 2019년 8월, 월페이퍼 엔진은 스팀 차이나용 릴리스 타이틀 중 하나로 발표되었다.